# Isuzu Axiom
La Isuzu Axiom è un'autovettura prodotta dalla casa automobilistica giapponese Isuzu tra il 2001 e il 2004.

## Descrizione
La vettura è stata anticipata dalla concept car ZXS presentata al salone di New York nel 2001.
Derivata dalla Rodeo, doveva andare a fare concorrenza alla Toyota Highlander, sostituendo la Trooper come veicolo più grande venduto dalla Isuzu negli Stati Uniti. Il nome "Axiom" è stato scelto in base a un concorso indetto dalla Isuzu.

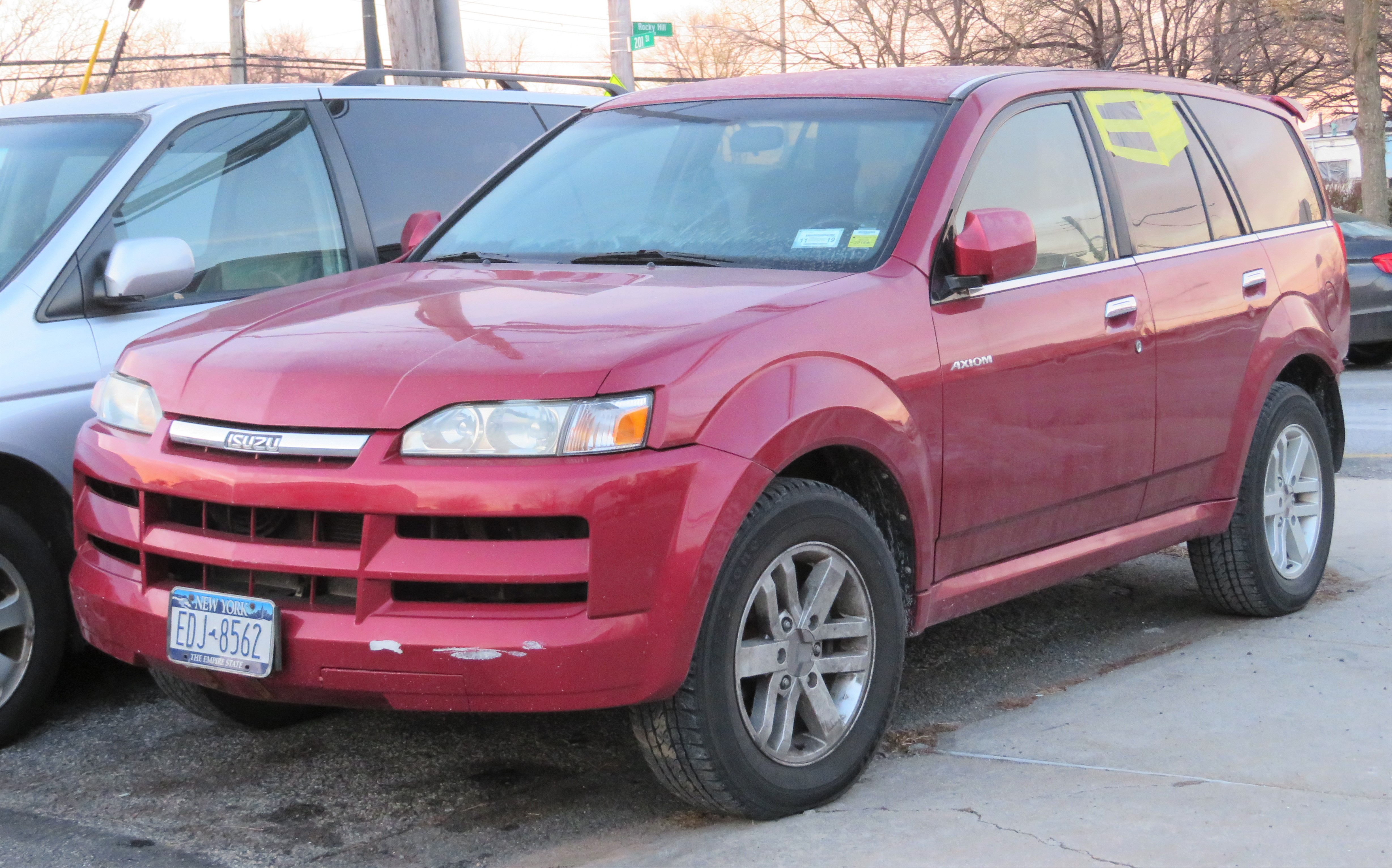
Axiom restyling; notare la griglia cromata

Venduto esclusivamente negli Stati Uniti e Costa Rica, l'Axiom veniva assemblata insieme alla Rodeo nello stabilimento di Lafayette, nell'Indiana. L'Axiom venne sostituita nel 2004 dalla Isuzu Ascender che era derivata dalla Chevrolet TrailBlazer.
L'Axiom aveva due livelli di allestimento: base e XS. Quest'ultimo aveva i fendinebbia, tetto apribile, sedili anteriori riscaldati, specchio auto-oscurante, impianto audio con 12 altoparlanti e rivestimento in pelle.
Nel 2004 la vettura ha subito un aggiornamento, con l'introduzione di un motore 6VE1-DI V6 a iniezione diretta e una trasmissione automatica Aisin Warner AW30-40LS. Inoltre è stata introdotta una nuova griglia frontale con barra cromata e un nuovo portellone posteriore.
La produzione della Axiom fu sospeso nel luglio 2004 dopo soll tre anni di produzione e lo stabilimento di Lafayette fu ristrutturato per consentire l'assemblaggio della Subaru B9 Tribeca.